# 永久外國人
永久外國人是对土著人民之外种族的人，是一种仇恨和歧视形式，表达了一种刻板印象，即移民、永久居民、公民，甚至那些生活了几个世纪的人，包括那些在自己国家出生的人，都被当作外国人对待。该术语主要适用于边缘化或少数民族。 归化的法律各不相同，一些国家遵循血统主义的法规。一些国家有许多难民或其他居留外国人。像海外華人这样的侨民通常被视为属于他们的祖国，而不是属于他们所居住的国家。